# ドール
ドール（豺、英: Dhole、学名：Cuon alpinus）は、哺乳綱食肉目イヌ科ドール属に分類される食肉類。本種のみでドール属を構成する。別名アカオオカミ。

## 分布

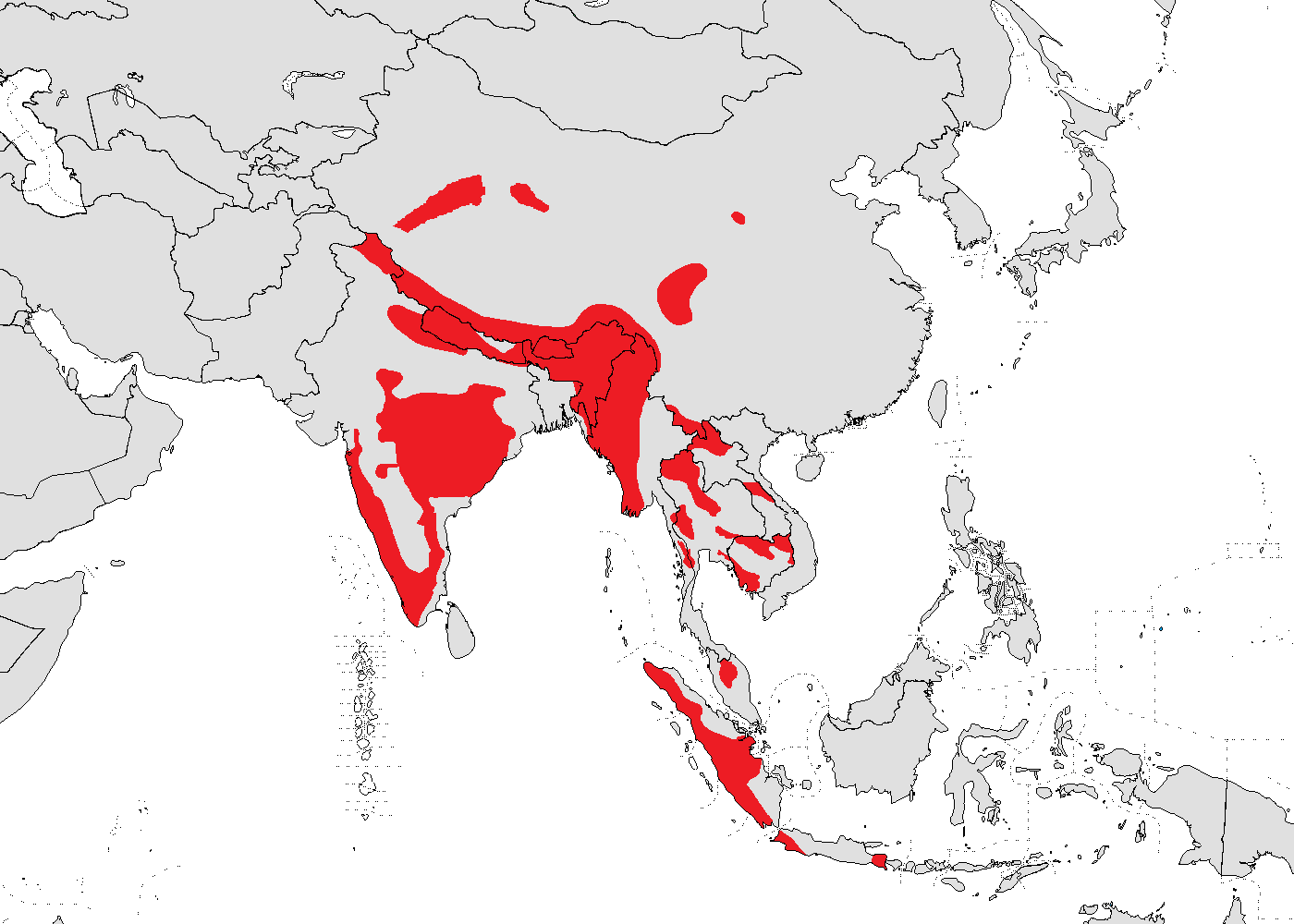
分布図

インド、インドネシア（ジャワ島、スマトラ島）、カンボジア、タイ王国、中華人民共和国、ネパール、バングラデシュ、ブータン、マレーシア（マレー半島）、ミャンマー、ラオス。ベトナムでは絶滅したと考えられている。アフガニスタン、ウズベキスタン、カザフスタン、キルギス、大韓民国、タジキスタン、モンゴル国、ロシアでは絶滅。
更新世や完新世初期の分布は現在よりも大幅に広く、ヨーロッパドールがヨーロッパ（イベリア半島やイタリア半島やドイツやチェコやコーカサスなど）に、その他にもスリランカ、ボルネオ島、フィリピン、海南島、台湾、日本列島（青森県や栃木県（葛生動物群）や北九州（松ヶ江動物群）など）、北米大陸（アラスカからメキシコ）からも確認されている。

## 形態
頭胴長（体長）75 - 113センチメートル。尾長28 - 50センチメートル。肩高42 - 55センチメートル。体重オス15 - 20キログラム、メス10 - 17キログラム。背面は主に赤褐色、腹面・四肢の内側は淡褐色や黄白色。尾の先端は黒い個体が多いが、先端が白い個体もいる。
鼻面は短い。門歯が上下6本ずつ、犬歯が上下2本ずつ、小臼歯が上下8本ずつ、大臼歯が上下4本ずつの計40本の歯を持つ。上顎第4小臼歯および下顎第1大臼歯（裂肉歯）には、歯尖が1つしかない。指趾は4本。乳頭の数は12 - 16個（6 - 8対）。

## 分類
歯尖が1つしかないことから、ヤブイヌ・リカオンと共にシモキオン亜科 Simocyoninae に分類する説もあった。近年の分子系統解析では、本種やリカオンよりもイヌ属のセグロジャッカルやヨコスジジャッカルが初期に分岐したという解析結果が得られている。
以下の亜種の分類は、Wozencraft (2005) に従う。
- Cuon alpinus alpinus Pallas, 1811
- Cuon alpinus adustus Pocock, 1941
- Cuon alpinus fumosus Pocock, 1936
- Cuon alpinus laniger Pocock, 1936
- Cuon alpinus lepturus Heudes, 1892
- Cuon alpinus sumatrensis Hardwicke, 1821

## 生態
一次林や二次林、乾燥林から湿潤林、常緑樹林から広葉落葉樹林・針葉樹林など様々な森林に生息し、草原や森林がパッチ状に点在する環境やステップにも生息する。朝や夕方に活発に活動するが、夜間に活動する事もある。5 - 12頭からなるメスが多い家族群を基にした群れを形成し生活するが、20 - 40頭の群れを形成する事もある。狩りを始める前や狩りが失敗した時には互いに鳴き声をあげ、群れを集結させる。群れは排泄場所を共有し、これにより他の群れに対して縄張りを主張する効果があり嗅覚が重要なコミュニケーション手段だと考えられている。
シカ類・レイヨウ類も含むウシ類・イノシシなどを食べる。齧歯類や爬虫類、昆虫、果実などを食べることもある。自分たちで狩った獲物や、他の動物が狩った動物の死骸も食べる。獲物は臭いで追跡し、丈の長い草などで目視できない場合は後肢で直立したり跳躍して獲物を探す事もある。茂みの中で横一列に隊列を組んで獲物を探しつつ追い立て、他の個体が開けた場所で待ち伏せる。大型の獲物は背後から腹や尻のような柔らかい場所に噛みつき、内臓を引き裂いて倒す。群れでトラやヒョウなどから獲物を奪う事もある。
繁殖様式は胎生。インドでは9 - 11月に交尾を行う。妊娠期間は60 - 70日。11月から翌4月に出産する。1回に2 - 9頭の幼獣を産む。繁殖は群れ内で1頭のメスのみが行う。授乳期間は2か月。群れの他の個体が母親や幼獣を手助けし、獲物を吐き戻して与える。幼獣は生後14日で開眼する。生後70 - 80日で巣穴の外に出て、生後5か月で群れの後を追うようになる。生後7 - 8か月で狩りに加わる。生後1年で性成熟する。
天敵として トラ、ヒョウ、ユキヒョウ、オオカミがいる。

## 人間との関係
生息地では狩りが残忍とみなされたり狩猟の競合相手となることから、報奨金をかけられたり毒餌で駆除される事もある。
道路建設・ダム建設・農地開発・放牧などによる生息地の破壊、狩猟による獲物の減少、害獣としての駆除などにより、生息数は減少している。狂犬病やジステンパーなどのイヌからの伝染病による影響も懸念されている。1975年のワシントン条約発効時から、ワシントン条約附属書IIに掲載されている。
2013年時点で、少なくとも38施設で223頭が飼育されている。日本では2020年の時点でクオン・アルピヌスとして、特定動物に指定されている。